# 80 son las razones
80 son las razones, es el nombre del último álbum compuesto por el cantautor chileno Lalo Parra, lanzado en septiembre de 2002. El disco tuvo el financiamiento del Fondo Nacional de Desarrollo Cultural y las Artes y la cooperación de sus familiares Elizabeth Castro, Clarita Parra, Javiera Parra, además de Joe Vasconcellos, Palmenia Pizarro y Margot Loyola.
Para 2003 se lanzó una reedición de este álbum que contó con la suma de dos canciones: "El capitán Zamorano" y "Los ocho Parra é Chillán", además ese mismo año, Parra anunció su salida de los escenarios.

## Lista de canciones
Todas las canciones escritas y compuestas por Eduardo Parra Sandoval y su esposa Elizabeth Castro. 
| 80 son las razones |                                                  |                                  |          |  |
| N.º                | Título                                           | Letras                           | Duración |  |
| 1.                 | «Josefina»                                       | Eduardo Parra                    | 3:54     |  |
| 2.                 | «Bajo los puentes de París»                      | Eduardo Parra                    | 4:23     |  |
| 3.                 | «Un amor que se va (ft. Javiera Parra)»          | Eduardo Parra                    | 2:56     |  |
| 4.                 | «Los años de la infancia (ft. Palmenia Pizarro)» | D.R.                             | 3:22     |  |
| 5.                 | «Rancho del W»                                   | Eduardo Parra                    | 4:31     |  |
| 6.                 | «Cartagena Año 20 (ft. Joe Vasconcellos)»        | Eduardo García                   | 3:38     |  |
| 7.                 | «Flores Negras (ft. Roberto Márquez)»            | D.R.                             | 3:58     |  |
| 8.                 | «Pampa Argentina»                                | Eduardo Parra                    | 3:10     |  |
| 9.                 | «Cuando ya no me quieres»                        | D.R.                             | 2:51     |  |
| 10.                | «Negrita (ft. Moyenei Valdés)»                   | Eduardo Parra                    | 2:51     |  |
| 11.                | «Adiós Chillán»                                  | Eduardo Parra                    | 2:37     |  |
| 12.                | «Mi Bella Ely»                                   | Eduardo Parra                    | 2:27     |  |
| 13.                | «Me gustan los incendios»                        | Nicanor Parra                    | 5:51     |  |
| 14.                | «80 son las razones (ft. Clarita Parra)»         | Clarita Parra y Carlos Arenas    | 2:58     |  |
| 15.                | «El capitán Zamorano»                            | Eduardo Parra y Elizabeth Castro |          |  |
| 16.                | «Los ocho Parra 'e Chillán»                      | Roberto Parra y Eduardo Parra    |          |  |
| 48,39 min          |                                                  |                                  |          |  |